# Maurice Dela
Maurice Dela, eigentlich Albert Phaneuf (* 9. September 1919 in Montreal; † 28. April 1978 in Verdun (Montreal)) war ein kanadischer Komponist, Organist und Pianist.

## Leben
Dela war Schüler von Raoul Paquet und studierte von 1943 bis 1947 am Conservatoire de musique du Québec bei Séverin Moisse und Claude Champagne Musiktheorie und Komposition und danach Orchestration bei Leo Sowerby in Chicago und Jean-Josaphat Gagnier in Montreal.
Von 1951 bis 1965 wirkte er als Arrangeur und Komponist bei der CBC, danach bis 1978 als Direktor und Leiter des Musikunterrichts an der André-Laurendeau-Schule. Daneben unterrichtete er von 1973 bis 1978 Orchestration an der Université du Québec à Montréal und war Organist an der Kirche Notre-Dame-des-Sept-Douleurs in Verdun (Montreal).
Dela komponierte Orchesterwerke und Kammermusik, Orgel-, Klavier- und Chorwerke sowie Volksliedbearbeitungen. Für die Petite Suite maritime erhielt er 1947 einen Preis der Composers, Authors and Publishers Association of Canada (CAPAC), sein erstes Streichquartett wurde von der Canadian Federation of Music Teachers' Associations (CFMTA) ausgezeichnet.

## Werke
- Ballade für Orchester, 1945
- Sonatina, 1945
- Concerto für Klavier und Orchester, 1946
- Petit Suite maritime, 1947
- Dans tous les cantons 1949
- Ronde, 1949
- Le chat, la belette et le petit lapin.., 1950
- Les Fleurs de Glais, 1951
- Scherzo, 1952
- Adagio, 1956
- String Quartet No. 1, 1960
- Projection, 1966
- Symphony No. 1, 1970
- Symphony No. 2 ‚Concertante‘, 1972
- Tryptique, 1973
- Suite 437, 1977
- String Quartet No. 2, 1963
- 10 Bagatelles, 1975
- Gratifications I-IV, 1976